# Tadeusz Pełzynski
Tadeusz Pełzynski, poljski general, * 1892, † 1985.